# Crocallis maculifascia
Crocallis maculifascia là một loài bướm đêm trong họ Geometridae.